# Chymomyza obscura
Chymomyza obscura är en tvåvingeart som först beskrevs av Meijere 1911.  Chymomyza obscura ingår i släktet Chymomyza och familjen daggflugor. Inga underarter finns listade i Catalogue of Life.